# 1400 км
1400 км, 1400 километр — упразднённая в 1981 году железнодорожная казарма (тип населённого пункта) Араслановского сельсовета Буздякского района современной Республики Башкортостан Российской Федерации.

## Географическое положение
Находится в западной части региона, в северных пределах Бугульминско-Белебеевской возвышенности.

## История
Исключена из списков населённых пунктов в 1981 году согласно Указу Президиума ВС Башкирской АССР от 12.02.1981 № 6-2/66 «Об исключении некоторых населённых пунктов из учётных данных по административно-территориальному делению Башкирской АССР». Он гласил:

В связи с перечислением жителей и фактическим прекращением существования исключить из учётных данных по административно-территориальному делению Башкирской АССР следующие населённые пункты:
по Буздякскому району
ж-д казарма 1400 км Араслановского сельсовета
— http://bashkortostan.news-city.info/docs/sistemao/dok_keqijo.htm